# ديفيد أبيل راسيل
ديفيد أبيل راسيل (بالإنجليزية: David Abel Russell) هو محامي وقاضي وسياسي أمريكي، ولد في 1780، وتوفي في 24 نوفمبر 1861. انتخب عضو جمعية ولاية نيويورك وانتخب عضو مجلس النواب الأمريكي.